# Hazrat Sultan-moskee
De Hazrat Sultan-moskee is een moskee in Astana, de hoofdstad van Kazachstan. Het werd voltooid in 2012 en is de grootste moskee in Kazachstan en Centraal-Azië. Het ontleent zijn naam aan de Turkse mysticus en dichter Hoca Ahmed Yesevi, ook bekend als Hazrat Sultan.
De moskee ligt op de rechteroever van de rivier Isjim, grenzend aan het Paleis van Vrede en Verzoening, het Kozakkenhandmonument en het Onafhankelijkheidsplein. De moskee heeft 4 minaretten, die elk 77 meter hoog zijn. Bij de bouw van de moskee, die zich op een oppervlakte van 11 hectare bevond, werkten ongeveer 1500 arbeiders. In de moskee werden tegels uit Iznik gebruikt. Het werd gebouwd in klassieke islamitische architectuurstijl met traditionele Kazachse motieven en de constructie ervan werd uitgevoerd door Sembol İnşaat.